# Optat de Milève
Pour les articles homonymes, voir Optat.
Optat, évêque de Milève (Optatus episcopus Mileuitanus), mort avant 397, est l'auteur du Traité contre les donatistes rédigé en partie sous le règne de Valens et de Valentinien Ier (vers 364-367) et achevé sous le règne de Théodose Ier (vers 385). Le nom d'Optat fut inscrit au martyrologe romain lors de la révision effectuée sous Grégoire XIII : Martyrologium romanum, ad diem IV Junii (4 juin) : Mileui in Numidia sancti Optati episcopi doctrina et sanctitate conspicui.

## Biographie

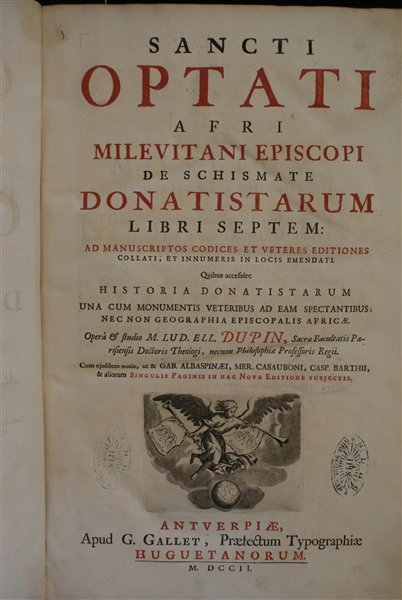
Légende de Optat

On ne sait à peu près rien de lui. Vers 397, Augustin cite Optat aux côtés d'hommes disparus depuis longtemps. Cet évêque « de vénérable mémoire » apparaît comme l'égal d'Ambroise de Milan.
Optat fut élevé au siège épiscopal de Milev c'est-à-dire Mila (Algérie), ville de Numidie (Algérie antique), où se tinrent en 402 et en 416 deux conciles célèbres dans l'histoire de l'Église,  In secretario basilicæ. En 411  à la conférence de Carthage, on  reprocha aux donatistes d'avoir détruit  quatre basiliques catholiques en un seul lieu, et il semble bien qu'il s'agisse de la ville de Milev : évêque de Milev, Optat avait beaucoup de choses à leur reprocher.
Il reste de ses œuvres le Traité contre les donatistes, Contre Parménien, ouvrage destiné à défendre l'Église catholique contre le schisme donatiste . Parménien, évêque donatiste de Carthage, ayant publié l'exposé apologétique des doctrines de son prédécesseur Donat, fut réfuté par Optat de Milev, dans  cet  ouvrage divisé en sept livres. Les six premiers furent composés vers 364-367 sous le pontificat de Damase ; le septième livre ne fut écrit que vingt ans plus tard, sous le pontificat de Sirice, sous Théodose.
Il  convient d'y ajouter les sermons attribuables à Optat : Sermon pour la fête de Noël, PLS 1, 288-294; Sermon de Pâques, PLS 1, 295-296. Cf. Optat de Milève, Dictionnaire de spiritualité, 11 (1982) col. 824-830.

## Saint Optat dans la littérature

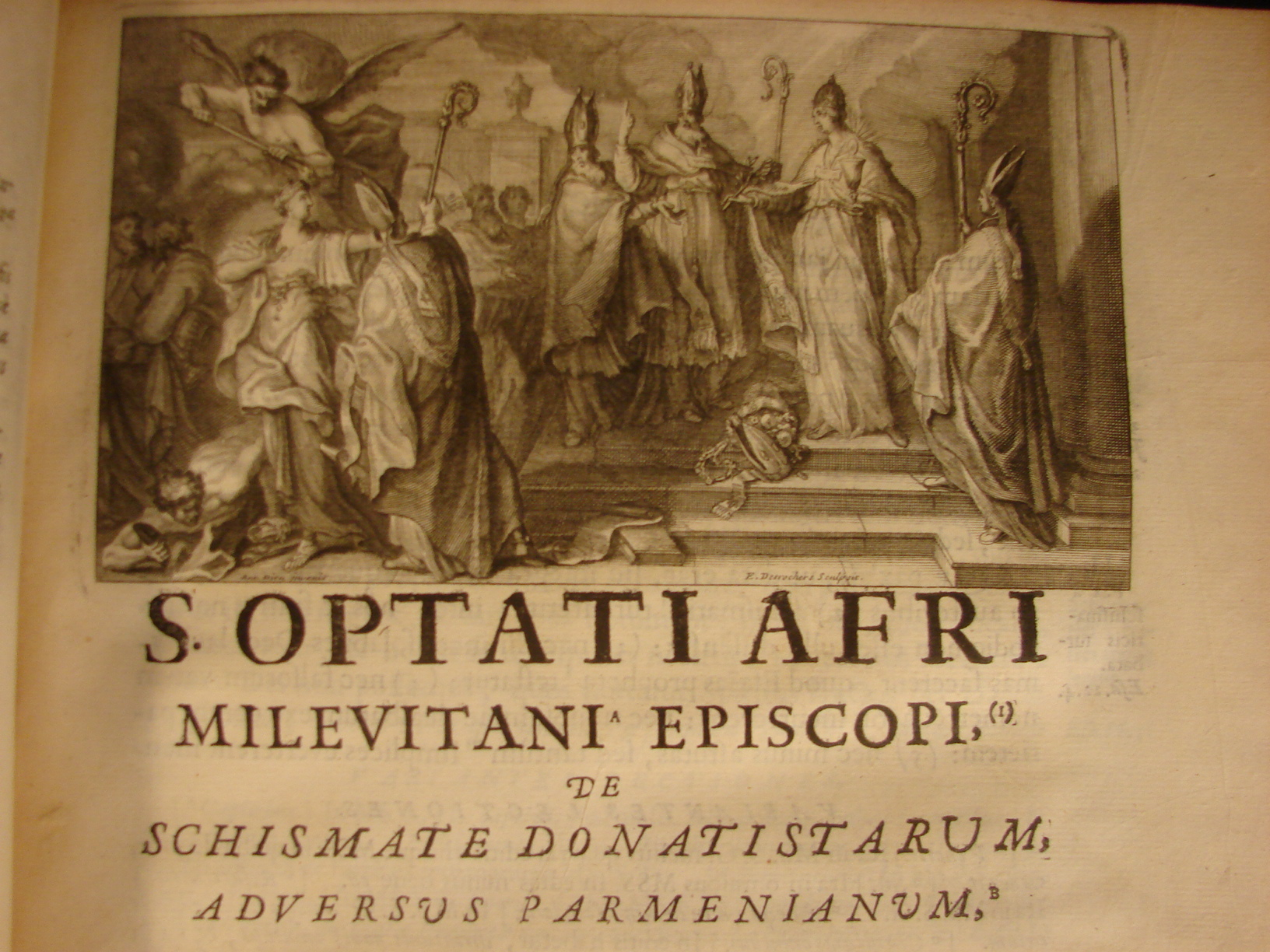
De schismate donatistarum Optat de Mileve

Dans L’Atlantide, Pierre Benoit fait découvrir par un des héros « un traité perdu de saint Optat » dans une bibliothèque en plein cœur du Hoggar !